# Liste der Monuments historiques in La Villeneuve-au-Chêne
Die Liste der Monuments historiques in La Villeneuve-au-Chêne führt die Monuments historiques in der französischen Gemeinde La Villeneuve-au-Chêne auf.

## Liste der Objekte
| Bezeichnung                                          | Beschreibung | Standort                        | Kennzeichnung | Schutzstatus | Datum | Bild |
| ---------------------------------------------------- | --- | ------------------------------- | ------------- | ------------ | ----- | ---- |
| Prozessionsstab Madonna mit Kind                     | Holz, vergoldet, zweite Hälfte des 19. Jahrhunderts                                                                          | in der Kirche St-Nicolas (Lage) | PM10004445    | Inscrit      | 1981  |      |
| Hauptaltar                                           | Retabel; Eichenholz, vergoldet, 18. Jahrhundert; zugehörig PM10004469                                                        | in der Kirche St-Nicolas (Lage) | PM10004442    | Inscrit      | 1981  |      |
| Gemälde Heiliger Nikolaus                            | Ölfarbe auf Leinwand, 18. Jahrhundert                                                                                        | in der Kirche St-Nicolas (Lage) | PM10004469    | Inscrit      | 1981  |      |
| Glocke                                               | Bronze, 1547 gegossen | in der Kirche St-Nicolas (Lage) | PM10002930    | Classé       | 1913  |      |
| Michaelsaltar                                        | rechter Seitenaltar; Retabel; Eichenholz, farbig gefasst und vergoldet, 18. Jahrhundert; zugehörig PM10004467 und PM10004468 | in der Kirche St-Nicolas (Lage) | PM10004443    | Inscrit      | 1981  |      |
| Tabernakel                                           | Eichenholz, vergoldet, 18. Jahrhundert                                                                                       | in der Kirche St-Nicolas (Lage) | PM10004467    | Inscrit      | 1981  |      |
| Gemälde Erzengel Michael                             | Ölfarbe auf Leinwand, 18. oder 19. Jahrhundert                                                                               | in der Kirche St-Nicolas (Lage) | PM10004468    | Inscrit      | 1981  |      |
| Skulptur Heiliger Eligius                            | Holz, farbig gefasst, 16. Jahrhundert                                                                                        | in der Kirche St-Nicolas (Lage) | PM10002931    | Classé       | 1957  |      |
| Skulptur Der Erzengel Michael unterwirft den Drachen | Holz, farbig gefasst, 16. Jahrhundert                                                                                        | in der Kirche St-Nicolas (Lage) | PM10004446    | Inscrit      | 1982  |      |
| Relief Kreuzigung                                    | Holz, farbig gefasst, zweite Hälfte des 16. oder erste Hälfte des 17. Jahrhunderts                                           | in der Kirche St-Nicolas (Lage) | PM10002934    | Classé       | 1982  |      |
| Skulpturengruppe Unterweisung Mariens                | Kalkstein, weiß gefasst, 16. Jahrhundert                                                                                     | in der Kirche St-Nicolas (Lage) | PM10002932    | Classé       | 1972  |      |
| Marienaltar                                          | linker Seitenaltar; Retabel und Tabernakel; Eichenholz, farbig gefasst und vergoldet, 18. Jahrhundert                        | in der Kirche St-Nicolas (Lage) | PM10004444    | Inscrit      | 1981  |      |
| Kommuniontisch                                       | Schmiedeeisen, vergoldet, 18. Jahrhundert                                                                                    | in der Kirche St-Nicolas (Lage) | PM10002933    | Classé       | 1982  |      |